# Melchior von Diepenbrock
Melchior von Diepenbrock (6. ledna 1798, Bocholt – 20. ledna 1853, Jánský Vrch) byl německý římskokatolický biskup a kardinál. V letech 1845–1853 stál jako biskup v čele vratislavské diecéze. Byl také politicky aktivní jako poslanec frankfurtského parlamentu a člen Slezského zemského sněmu.

## Životopis
Melchior von Diepenbrock se narodil roku 1798 do aristokratické rodiny. Vystudoval vojenskou akademii v Bonnu a jako důstojník se zúčastnil tažení proti Francii v roce 1815. Po návratu se dal na studium veřejných financí na univerzitě v Landshutu, kde v té době působil jako profesor jeho rodinný přítel Johann Michael Sailer. Když se Sailer stal řezenským biskupem, Diepenbrock jej následoval do Řezna a dal se na studium teologie. Roku 1823 byl vysvěcen na kněze a roku 1830 se stal kanovníkem.
V roce 1835 postoupil na pozici děkana a od roku 1842 byl generálním vikářem řezenské kapituly. Jeho znalosti moderních jazyků, administrativní schopnosti a askeze mu vydláždily cestu na vratislavský biskupský stolec. Na místo vratislavského biskupa byl zvolen 15. ledna 1845. Zprvu tuto poctu odmítal, ovšem nakonec z poslušnosti vůči papeži Řehoři XVI. do čela vratislavské diecéze usedl.
Během celého svého života hájil nezávislost církve na státu, podporoval chudé a osudem zkoušené lidi a prosazoval kvalitní vzdělávání studentů. Bojoval proti německému katolickému hnutí, jehož členy nechal exkomunikovat z církve. Během revoluce v roce 1848 varoval před použitím násilí. V této době se ukázal jako neoblomný obhájce vlády, práva a pořádku. Pastýřský list, který při této příležitosti vydal, byl na rozkaz krále čten ve všech protestantských kostelích v říši.
V roce 1849 se stal apoštolským nunciem pruské armády. Na papežské konzistoři 30. srpna 1850 byl kreován kardinálem. Brzy poté kardinál těžce onemocněl a zemřel 20. ledna 1853. Titul kardinála nikdy nepřevzal. V poslední vůli odkázal veškerý svůj majetek diecézi. Jeho ostatky jsou uloženy ve vratislavské katedrále.